# Non guardare nell'abisso
Non guardare nell'abisso è il secondo romanzo thriller del giornalista e scrittore Massimo Polidoro pubblicato da Edizioni Piemme nel 2016. È il seguito de Il passato è una bestia feroce (2015) e vede di nuovo protagonista il giornalista di cronaca nera milanese Bruno Jordan.

## Edizioni
- Massimo Polidoro, Non guardare nell'abisso, Piemme, Milano 2016